# Praktischer Idealismus
Praktischer Idealismus er en bog skrevet af grev Coudenhove-Kalergi i 1925. Den kaldes hans filosofiske testamente. Belæst, filosof og verdensmand jonglerer han med begreber, som en virtuos. Den er let læst og alligevel præget i stærke sætninger, hvor mange tålte at mejsles i granit. 
Bogen blev skrevet i tre dele i 1920-25: Adel fra 1920, Teknikkens Forsvarstale fra 1922 og Pacifisme fra 1924. 

## Historie
Historisk set havde Praktischer Idealismus en kort missionstid. Der er ikke mange referencer til den. Den er næppe trykt i mange eksemplarer, da den er vanskelig at finde i dag. 
Den blev skrevet på tysk, men er i praksis bortcensureret. Selv om den ikke står på listen over bøger censureret af Bundesrepublik Deutschland, er det i dag umuligt at købe bogen brugt eller ny. Da forlaget "Unabhängige Nachrichten" omkring 1990 udgav et sammendrag af bogen og ønskede at trykke den i sin helhed, blev det husundersøgt, og forlagets eneste eksemplar af Praktischer Idealismus blev konfiskeret. 
Bogen er heller ikke nævnt på Paneuropabevægelsens internetsider. Det er forståeligt, da dens indhold umiddelbart strider med bevægelsens officielle program. Spørgsmålet er, hvordan denne diskrepans opstod: Blev Paneuropabevægelsen kuppet? Var Praktischer Idealismus bare beregnet for de få, mens talen om kristne værdier, demokrati osv. bare var tom retorik? 

## Sammenfatning
Bogen Praktischer Idealismus er en håndbog i geopolitik. Grev Coudenhove-Kalergi redegør i Adel for, hvorfor det var nødvendigt at skille sig af med den gamle feudaladel, og hvordan den nye adel vil og bør opstå, om menneskeheden skal have en fremtid. 
I Teknikkens Forsvarstale henviser han til, at med teknikken og den industrielle revolution har europæerne ydet et bidrag, af lige så stor betydning som brugen af ilden. Ved hjælp af teknik er det muligt at overvinde sult og kulde, naturens svøber, og skabe et paradis på jord. 
Den moderne krig handler om det: At overvinde sult og kulde. Kampen menneske mod menneske vil mere og mere opfattes som lige så barbarisk som kannibalisme. I Pacifisme lægger Grev Coudenhove-Kalergi en plan for fred mellem nationer, folk og mennesker. Bare derved kan teknikkens vigtige kamp mod kulde og sult vindes og paradis etableres på jord. 

## Forord
Indledningsvis stiller grev Coudenhove-Kalergi idealisme op mod materialisme. Hvor materialisten ikke ved om noget højere end lyst og ikke noget værre end smerte, så strækker idealisten sig langt ud over materialistens grænser på begge sider. Han ophøjer derfor idealismen – heroismen – som aristokratisk indstilling, materialismen som demokratisk; der tæller lyst og mængde mere en storhed. Menneskemasserne lokkes af begær og lidenskaber; menneskeheden formes af store mænds heltegerninger.
Så tager han et opgør med demokratiet: "Det politiske demokratis højeste mening er: Åndelig aristokrati; det giver materialisten sin nydelse og idealisten magt." 
Vi må ikke glemme, hvilken tid bogen blev skrevet i: De allierede havde afvæbnet Tyskland og på tyskernes vegne kasseret kejseren. I stedet blev den skrøbelige Weimarrepublikken stablet på benene; den formåede ikke at skabe ro og trivsel. Tyskland blev hjemsøgt af talrige borgerkrigslignende tilstande. Også Moskva ydede her efter bedste evne. 
Grev Coudenhove-Kalergi var ikke nogen stor tilhænger af Internationalen. Ikke bare mente han, at demokratiet skulle føre frem til aristokrati, han mente også, at aristokratiet skulle krones af én person. Men ikke en hersker, som det gamle feudale aristokratis grever og baroner, men ud af det nye aristokrati skulle der løftes én fører: "Føreren skal træde i stedet for herskeren – det ædle sind i stedet for det ædle navn – det rige hjerte i stedet for den rige pung. Det er den sande mening for den udvikling som kalder sig demokratisk.
Alt andet ville være kulturelt selvmord."
Her taler han altså som Adolf Hitler, og det er slet ikke usandsynlig at Adolf Hitler har hentet betydelig inspiration hos grev Coudenhove-Kalergi, selv om de på en række punkter var bitre fjender.
Idealismen, som i syden førte til den hellige som ideal, lidelsen som noget ædelt, frembragte i norden helten, den kæmpende. For de nordiske folk måtte overvinde naturkræfterne; resultatet er teknikken. Arbejderen er den moderne helt. Hans modsætning er ikke borgeren, men den dovne blodsuger. 
Grev Coudenhove-Kalergi lader sig altså ikke rive med af tanken om en klassekamp, men taler også her mere i nationalsocialismens ånd. Hitler vandt masserne ved at tiltale dem direkte og ved at love dem sin andel i frugten af deres arbejde: "Arbeit macht frei!"
Problemet, som menneskeheden stod overfor efter grev Coudenhove-Kalergis mening, var, at teknikken nu udviklede sig med rasende fart. Den sociale udvikling holdt ikke trit. Det var den 1. verdenskrig en advarsel om. Enten måtte altså den tekniske udvikling hæmmes, eller så måtte den sociale udvikling accelereres Krigen har udspillet sin rolle. Arbejdet er arven. Alle vil efterhånden afsky krigen på samme måde som de i dag afskyr kannibalisme. Sammen vil menneskene aftvinge jorden alle sine skatte. Da det er vanskeligt at holde den tekniske udvikling tilbage, må vi altså ikke lade os fange handlingslammede, men "aktivt tage del i verdensudviklingen med praktisk idealisme".